# ONG Derechos Digitales

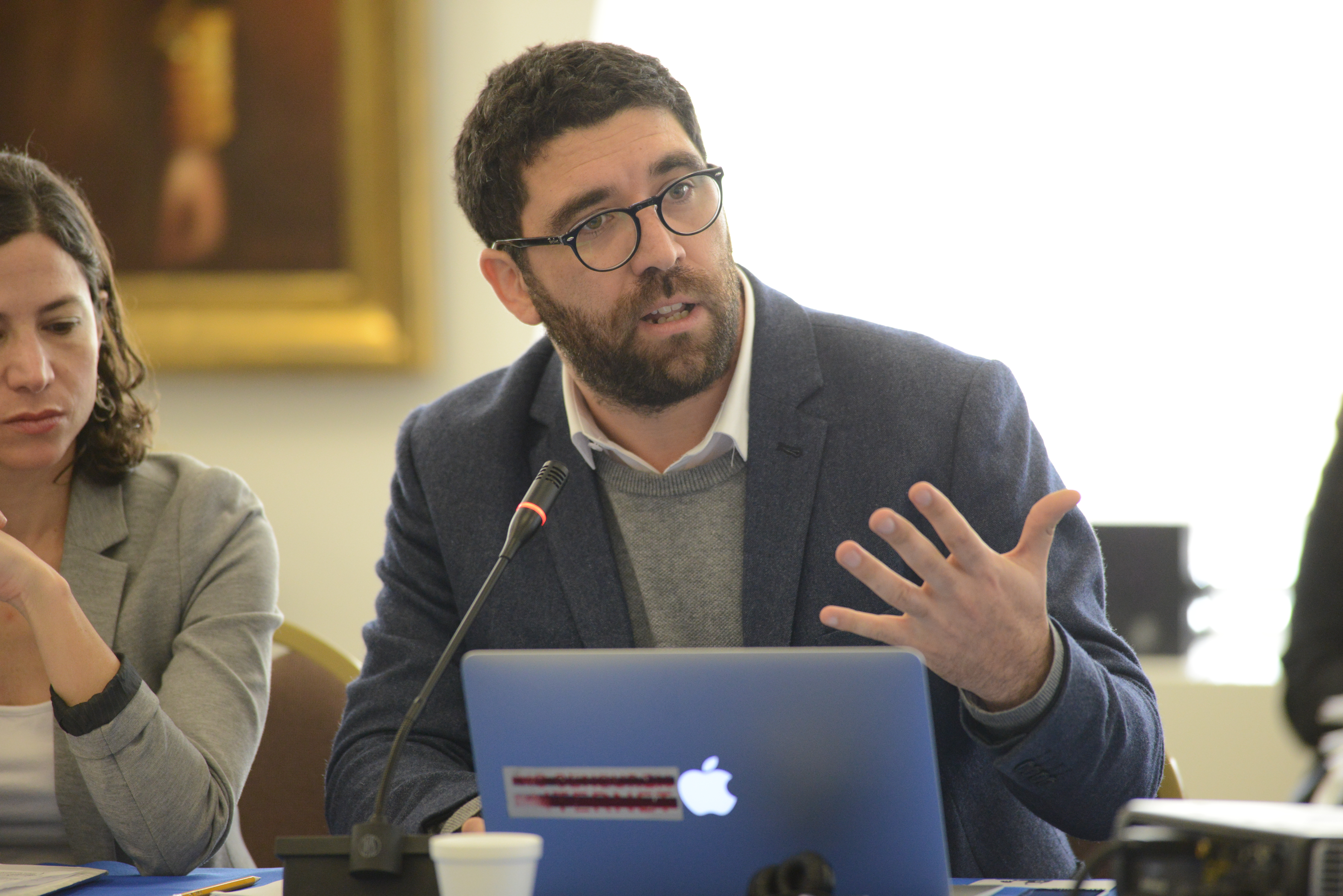
Claudio Ruiz, exdirector de la ONG Derechos Digitales en 2014.

ONG Derechos Digitales es una organización no gubernamental chilena, dedicada a la defensa y promoción de los derechos fundamentales en el entorno digital. Fundada en el año 2004 por un grupo de abogados vinculados a la Facultad de Derecho de la Universidad de Chile, ha centrado su acción en materias tales como derecho de autor, privacidad, libertad de expresión, software libre, gobierno electrónico, entre otras. Desde 2021 la organización cuenta con una codirección ejecutiva liderado por Jamila Venturini y Juan Carlos Lara.

## Proyectos
Entre las acciones más destacadas de ONG Derechos Digitales se encuentran:
- Implementación de las licencias Creative Commons en Chile.
- Taller legal para blogueros.
- Suplemento "Hipatia" en revista Rocinante
- Proyecto NOANOA Netlabels[2]
- Trato Justo para Todos.cl
- Campaña "No Soy Delincuente"
- Campaña "Enlazar es Bueno"
- Campaña "TPP Abierto"

## Publicaciones
- Alberto Cerda y Claudio Ruiz, Internet, copyright y derecho: opiniones contingentes
- Alberto Cerda y Carlos Lara, Guías Legales para Editores
- Claudio Ruiz, Guías Legales para Bibliotecarios
- Políticas Editoriales de Publicaciones Académicas en Chile
- Guía Legal del Blogger
- Acceso a la Cultura y Derecho de Autor